# Corentin Jean
Corentin Jean (Blois, 15 luglio 1995) è un calciatore francese, attaccante svincolato.

## Carriera

### Club
Inizia a giocare nel settore giovanile del Troyes, squadra con cui dopo aver giocato alcune partite con le riserve nella stagione 2012-2013 esordisce in Ligue 1. Fa il suo esordio in campionato il 2 dicembre 2012 nella partita persa per 2-1 contro il Rennes. Nella stessa stagione, il 29 novembre 2012, segna il suo primo gol da professionista nella partita di Coppa di Lega persa per 2-1 contro il Rennes. Il 9 marzo 2013 segna una doppietta nella partita di campionato vinta per 4-2 contro il Reims: si tratta dei suoi primi gol nella massima serie francese. Si ripete la settimana successiva nella partita contro il Montpellier campione di Francia in carica. Nella stagione 2013-2014 rimane in squadra e disputa il campionato di Ligue 2, la seconda divisione francese, che l'anno seguente vince. Nel 2015 viene ceduto al Monaco, che per la stagione 2015-2016 lo lascia in prestito al Troyes. Nella stagione 2016-2017 gioca 2 partite in Ligue 1 con il Monaco, mentre dal 2017 al 2020 gioca nel Tolosa e dal 2020 al Lens. Tra il 2022 ed il 2023 totalizza complessivamente 18 presenze ed un gol in MLS con l'Inter Miami. Nell'estate del 2024 firma un contratto con il Sochaux, club della seconda divisione francese.

### Nazionale
Conta diverse presenze con le selezioni giovanili francesi; ha inoltre partecipato agli Europei Under-17 del 2011, nei quali ha giocato 3 partite senza mai segnare, ed agli Europei Under-19 del 2013, nei quali ha giocato 3 partite senza mai segnare.

## Palmarès

### Club

#### Competizioni nazionali
- Ligue 2: 1

Troyes: 2014-2015